# سلیمان خلیفه شاملو
سلیمان خلیفه شاملو از امرای قزلباش طایفه شاملو بود. وی در درگیری‌های جانشینی شاه طهماسب یکم از هواداران اسماعیل میرزا (بعدا" شاه اسماعیل دوم) بود. وی در مقطعی از زمامداری شاه تهماسب یکم، حاکم سلطانیه نیز بود. دو روز پس از مرگ شاه تهماسب یکم، سلیمان خلیفه شاملو در هنگام شکار پیکی را دستگیر کرد که حامل نامه‌ای از طرف شاه به خلیفه انصار قراداغلو بود. در نامه خبر مرگ شاه و دستور قتل سریع اسماعیل میرزا درج شده بود. سلیمان خلیفه شاملو قاصد را کشت و با شتاب راهی قلعه قهقهه شد. سلیمان خلیفه شاملو تمام رویداد را برای اسماعیل میرزا تعریف کرد، اسماعیل میرزا نیز از غیبت زندانبان استفاده کرد و با فریب نگهبانان و اسیر کردن آنها کنترل قلعه را در دست گرفت. شاهزاده اسماعیل با نوشتن نامه‌هایی به قزلباشان آن حوالی ایشان را در جریان امور گذاشت.